# Joël Tiéhi
Joël Tiéhi (ur. 12 stycznia 1964 w Abidżanie) – iworyjski piłkarz występujący na pozycji napastnika.

## Kariera klubowa
Tiéhi karierę rozpoczynał w 1984 roku w zespole Stade d’Abidjan. W 1987 roku wyjechał do Francji, by grać w tamtejszym Le Havre AC z Division 1. W 1988 roku spadł z zespołem do Division 2. W 1991 roku wrócił z nim jednak do Division 1. W Le Havre spędził jeszcze 3 lata.
W 1994 roku Tiéhi odszedł do RC Lens, także grającego w Division 1. Przez 1,5 roku rozegrał tam 46 spotkań i zdobył 15 bramek. Na początku 1996 roku przeniósł się do innego pierwszoligowca, FC Martigues. W tym samym roku spadł z nim do Division 2. Po pół roku na zapleczu ekstraklasy, został graczem amatorskiego Saint-Leu FC.
W połowie 1997 roku Tiéhi wrócił do Division 1, podpisując kontrakt z Toulouse FC. Po roku spędzonym w tym klubie, wyjechał do Zjednoczonych Emiratów Arabskich. Występował tam w zespołach Al-Jazira Club oraz Al-Ain FC, z którym w 2002 roku, a także rok później zdobył mistrzostwo kraju. W 2003 roku zakończył karierę.

## Kariera reprezentacyjna
W reprezentacji Wybrzeża Kości Słoniowej Tiéhi zadebiutował w 1987 roku. W 1992 roku wziął udział w Pucharze Narodów Afryki. Zagrał na nim w pojedynkach z Algierią (3:0, gol), Kongiem (0:0), Kamerunem (0:0, 3:1 w rzutach karnych) oraz w wygranym w finale z Ghaną (0:0, 11:10 w rzutach karnych).
W 1994 roku Tiéhi ponownie pojechał na Puchar Narodów Afryki. Zaliczył tam 4 mecze: ze Sierra Leone (4:0, 3 gole), Zambią (0:1), Ghaną (2:1, gol) oraz Nigerią (0:0, 2:4 w rzutach karnych). Tamten PNA zakończył z drużyną na 3. miejscu.
W 1996 roku znowu znalazł się w drużynie na Puchar Narodów Afryki. Wystąpił na nim w spotkaniach z Ghaną (0:2), Mozambikiem (1:0, gol) oraz Tunezją (1:3), w którym zdobył także bramkę. Tamten turniej reprezentacja WKS zakończyła na fazie grupowej.
W 1998 roku Tiéhi po raz kolejny został powołany do kadry na Puchar Narodów Afryki. Zagrał na nim w meczach z Namibią (4:3, 2 gole), RPA (1:1), Angolą (5:2, 2 gole) oraz Egiptem (0:0, 4:5 w rzutach karnych). Z tamtego turnieju drużyna WKS odpadła w ćwierćfinale.
W latach 1987–1999 w drużynie narodowej Tiéhi rozegrał łącznie 40 spotkań i zdobył 25 bramek.